# Onderzeese aardbeving
Een onderzeese aardbeving is een aardbeving waarvan het epicentrum op de zeebodem ligt. Het hypocentrum van een onderzeese aardbeving ligt loodrecht onder het epicentrum onder de zeebodem. Hierdoor kan een vloedgolf ontstaan die tot overstromingen kan leiden in landen rondom het epicentrum.
Een onderzeese aardbeving kan een tsunami veroorzaken doordat een van de aardschollen plotseling omhoog of omlaag gaat. Op open zee zijn deze golven vaker niet hoger dan een paar centimeter, als zo'n golf echter de kustlijn bereikt en het ondieper wordt, kunnen die golven soms wel een tiental meters hoog worden.

## 365
Rond zonsopkomst op 21 juli 365 werd Kreta getroffen door een aardbeving van ongeveer 8 op de schaal van Richter. Er is alleen bekend dat de aardbeving het oostelijk Middellandse Zeegebied trof. Geologen vermoeden dat het epicentrum nabij Kreta lag. Er werd schade veroorzaakt in het huidige Midden- en Zuid-Griekenland, Libië, Cyprus en Sicilië. Deze aardbeving kan op de dag zelf geplaatst worden omdat alles is genoteerd door Ammianus Marcellinus: hij heeft het hele verloop van beving en tsunami genoteerd. Compleet met de drie fases van de tsunami: eerst een aardbeving, vervolgens het terugtrekken van het water en ten slotte de vloedgolf die het land op rolt.

## 1755
Lissabon, Portugal, werd op 1 november 1755 rond 9.40 uur getroffen door een aardbeving. Het epicentrum lag ongeveer 200 km westzuidwest van Cabo de São Vicente. Doordat dit punt in de Atlantische Oceaan ligt ontstond er een tsunami die Lissabon trof. Na deze tsunami ontstond er een brand die vrijwel geheel Lissabon vernietigde. Naar aanleiding van deze gebeurtenissen ontstond het moderne vak seismologie, er werd voor het eerst wetenschappelijk onderzoek gedaan naar de gevolgen van een aardbeving.

## 1960
De allersterktste aardbeving ooit gemeten is die van 22 mei 1960 vlak voor de kust van Chili. Deze aardbeving had een kracht van 9,5 op de momentmagnitudeschaal. De beving veroorzaakte vloedgolven van 25 meter hoog in Chili en Peru. Ook Californië, Hawaï, de Filipijnen, Japan en Australië werden getroffen. Hawaï, ontving golven van 10 meter hoog.

## 1964
Deze aardbeving heeft twee namen: De Aardbeving van Alaska in 1964 en De Goede Vrijdag-aardbeving, want deze beving vond plaats op Goede Vrijdag van 1964, op 27 maart. Dit is tevens de sterkste beving in de Verenigde Staten ooit en de op een na sterkste aardbeving aller tijden. De sterkste is de aardbeving van Valdivia, slechts vier jaar eerder. 131 mensen kwamen om, de meeste door de tsunami die volgde op de aardbeving.

## 1978
Het prefectuur Miyagi in Japan werd op 12 juni 1978 getroffen door een onderzeese aardbeving van 7,7 op de schaal van Richter. Door deze beving ontstonden er tsunami's van ongeveer 60 cm hoog. Er vielen 28 doden en 1.325 gewonden.

## 2004
Een krachtige onderzeese aardbeving vond plaats op tweede kerstdag 2004 voor de kust van Atjeh op het Indonesische eiland Sumatra. Deze beving had een verwoestende tsunami en zeer veel slachtoffers als gevolg. Deze tsunami verplaatste zich over vrijwel de gehele Indische Oceaan, slachtoffers vielen onder andere in Atjeh, Sri Lanka, India, Thailand, Somalië en Madagaskar.

## 2005
In 2005 hebben er twee zware zeebevingen plaats gehad een voor de kust van Atjeh en een voor de kust van Miyagi, Japan.

### Indonesië
Mogelijk was deze aardbeving een naschok van tweede kerstdag 2004. Er ontstond geen tsunami omdat de bodem van de oceaan veel minder in beweging is geweest. Wel zijn er berichten geweest dat de Cocoseilanden door een kleine tsunami zijn getroffen. De beving was tot in Thailand te voelen en veroorzaakte veel schade in Atjeh.

### Japan
Op 16 augustus 2005 vond er een onderzeese aardbeving voor de kust van het prefectuur Miyagi in Japan plaats. Deze had een kracht van 7,2 op de schaal van Richter. Er is wel veel schade toegebracht aan gebouwen en er vielen 14 gewonden. Er is ook een tsunamiwaarschuwing uitgegaan, maar deze werd later weer ingetrokken.

## 2006

### Indonesië
Op zaterdag 27 mei 2006 vond om 5.54 lokale tijd een aardbeving plaats. Het epicentrum lag op ongeveer 25 km uit de kust van Jogjakarta op 17,1 km onder de zeebodem. Hoewel onder de zeebodem bleef een tsunami uit, de aardbeving was hier simpelweg niet krachtig genoeg voor. De beving had een kracht van 6,2 terwijl voor een tsunami een kracht van minimaal 7 is vereist en de bodem moet verticaal voldoende bewegen.

### Taiwan
Op 26 december 2006 vond er voor de kust van Taiwan een aardbeving plaats. Deze had een kracht van 7,0 op de Schaal van Richter, of 7,1 of 7,2 op de momentmagnitudeschaal, de kracht is afhankelijk van welke instantie er geloofd wordt. Door deze beving zijn er niet alleen gebouwen beschadigd maar ook een aantal grote onderzeese kabels waardoor er in een aantal delen in Azië geen telefonische verbindingen mogelijk waren. Na deze beving is er een kleine vloedgolf voor de kust van Taiwan waargenomen, wat voor het eerst was. Deze vloedgolf had een maximale hoogte van 25 centimeter, waardoor er geen schade door is ontstaan.

## 2009
Op 29 september vond er een onderzeese aardbeving ten zuiden van Samoa met een kracht van 8,3 plaats. Het gevolg van de aardbeving was een tsunami van 7 meter hoog. Door deze vloedgolf zijn er zeker 141 doden gevallen. Er volgden nog tientallen naschokken met een kracht van 5 of hoger op de schaal van Richter. Op 2 oktober 2009 volgde nog een naschok met een kracht van 6,3.

## 2010
De aardbeving van Chili in februari 2010 had een kracht van 8,8 op de momentmagnitudeschaal. Daarmee was deze aardbeving 501 keer krachtiger dan die van Haïti een maand eerder. Echter bij de aardbeving in Chili, op 27 februari, werd er een tsunami veroorzaakt. Er zijn door deze aardbeving zeker 803 slachtoffers gevallen en ongeveer 2 miljoen mensen zijn dakloos geraakt.

## 2011
Op 11 maart 2011 vond een onderzeese aardbeving met een kracht van 9 op de schaal van Richter plaats in de zee op 130 km ten oosten van de Japanse stad Sendai. De beving veroorzaakte een tsunami. Als gevolg van de zeebeving zijn diverse kerncentrales veilig stilgelegd. In een kerncentrale in Fukushima (Fukushima I) hebben twee explosies plaats gehad, hierbij zijn beide keren gewonden gevallen. Burgers binnen een straal van 20 kilometer zijn allemaal geëvacueerd.

## 2012
Op 11 april 2012 vond een onderzeese aardbeving plaats in een kracht van 8,6 op de schaal van Richter op een diepte van 33 kilometer in de Indische Oceaan. Het epicentrum lag ongeveer 430 kilometer van de kust van het Indonesische eiland Sumatra. Vrijwel direct werd een tsunamiwaarschuwing afgegeven, voor de complete Indische Oceaan. Kustgebieden werden geëvacueerd op Sumatra, in Thailand, Sri Lanka en India.

De waarschuwing werd zes uur later weer grotendeels ingetrokken. Er zijn geen meldingen dat de beving resulteerde in zware schade of dodelijke slachtoffers. Door de aardbeving kwamen 5 mensen om het leven.